# Pei Xiu
Pei Xiu (裴秀S, Péi XiùP, nome di cortesia Jiyan; Wenxi, 224 – 271) è stato un politico, geografo, scrittore e cartografo cinese dello stato di Cao Wei nel tardo periodo dei Tre Regni, e della Dinastia Jìn.

## Biografia
Era molto fidato di Sima Zhao e ha partecipato alla soppressione di Zhuge Dan nella ribellione di Zhuge Dan.
In seguito Sima Yan prendendo il trono della neonata dinastia Jin, lui e Jia Chong hanno privato Cao Huan della sua posizione per accordarsi alla volontà del cielo. Nell'anno 267, Pei Xiu fu nominato Ministro delle Opere nel governo Jin.
Pei Xiu ha delineato e analizzato gli avanzamenti nella cartografia, nell'agrimensura e nella matematica cinese fino ai suoi tempi. 
Criticò le carte geografiche della dinastia Han per la loro mancanza di precisione e qualità quando rappresentano e le distanze misurate, sebbene evidenze archeologiche del XX secolo e le scoperte di mappe precedenti al terzo secolo dimostrano il contrario. C'è anche la prova che Zhang Heng (78 – 139) sia stato il primo a stabilire il sistema di riferimento della griglia nella cartografia cinese.